# 第1常設NATO対機雷グループ
第1常設北大西洋条約機構対機雷グループ（だい1じょうせつきたたいせいようじょうやくきこうたいきらいグループ、英語：Standing NRF Mine Countermeasures Group 1、略称：SNMCMG1）は、北大西洋条約機構内で編成されているNATO即応部隊における常設化され機雷戦任務を付与された海軍部隊の一つ。2005年1月1日に編成される。

## 歴史
NATO結成に先立つこと1948年3月17日にブリュッセル条約が調印され、その条約において後の海峡連合軍の原型となる海峡地区の防衛計画協定が定められ、基本的な指揮境界線はこの時点で設定された。1949年にNATOが結成され、1954年に西欧同盟が結成している。
1952年2月に海峡連合軍が創設され、1966年にイギリス海軍ポーツマス司令長官がNATO海峡・東部大西洋地区の防衛についての指揮を兼務することが承認され、その指揮機能はノースウッド司令部に併在する。1973年5月11日にオーステンデにて北部欧州対機雷部隊（MCMFORNORTH）と海峡常設海軍部隊（STANAVFORCHAN）が編成されポーツマス司令長官であったアーサー・ジョン・パワー海軍大将が着任する。この時に編成された北部欧州機雷戦部隊が原型となる。
北部欧州対機雷部隊は2005年1月1日に改編され、第1常設NATO対機雷戦グループとなる。

## 任務と編成
第1常設NATO対機雷グループは通常7隻の機雷戦艦艇および支援艦艇で構成され、ベルギー王国、ドイツ連邦共和国、オランダ王国、ノルウェー王国およびイギリスから常時拠出され、国家優先に資すると合意された場合はデンマーク王国とポーランド共和国からも艦艇が供出される。新加盟国であるエストニア共和国、ラトビア共和国およびリトアニア共和国は2005年からグループに参加している。
第1常設NATO対機雷グループは一般訓練や世界規模での実働作戦の区別なく完全編成の部隊として運用される。通常は、主にヨーロッパ近海域の地中海からアイリッシュ海にかけて、ノルウェー北域からバルト海東部において活動し、1998年から前身部隊はアメリカ合衆国、カナダおよびアイスランド近海でも活動していた。また、NATOが展開を要求した場合は必要に応じていかなる海域にも派遣されうる。部隊の指揮権は供出国ごとのローテーション方式で運用されている。2010年前半からはポーランドが担当している。
第1常設NATO対機雷グループはNATO即応部隊を構成する部隊であり、部隊は運用上、指揮についてはブルンスム統連合軍司令部隷下のノースウッド連合海軍部隊司令部の下に置かれる。日々計画についてはノースウッド司令部から発令され、長期計画についてはブルンスム統連合軍司令部および共同統合計画部（Combined Joint Planning Staff、CJPS）が協力して実施される。
2011年2月時点での参加艦艇は以下のとおり。
- 「A511 コントラドミラウ・クサヴァーィ・ツェルニキ（ORP Kontradmirał Xawery Czerniki）」（ポーランド、指揮艦）
- 「M33 ブロックレスビー（HMS Brocklesby）」（イギリス）
- 「M1068 ダッテルン（FGS Datteln）」（ドイツ）
- 「M853 ハールレム（HNLMS Haarlem）」（オランダ）
- 「M923 ナルシス（BNS Narcis）」（ベルギー）